# Geum cockaynei
Geum cockaynei är en rosväxtart som först beskrevs av Friedrich Franz August Albrecht Bolle, och fick sitt nu gällande namn av B.P.J. Molloy och C.J. Webb. Geum cockaynei ingår i släktet nejlikrotsläktet, och familjen rosväxter. Inga underarter finns listade i Catalogue of Life.